# Der Wachstumszwang

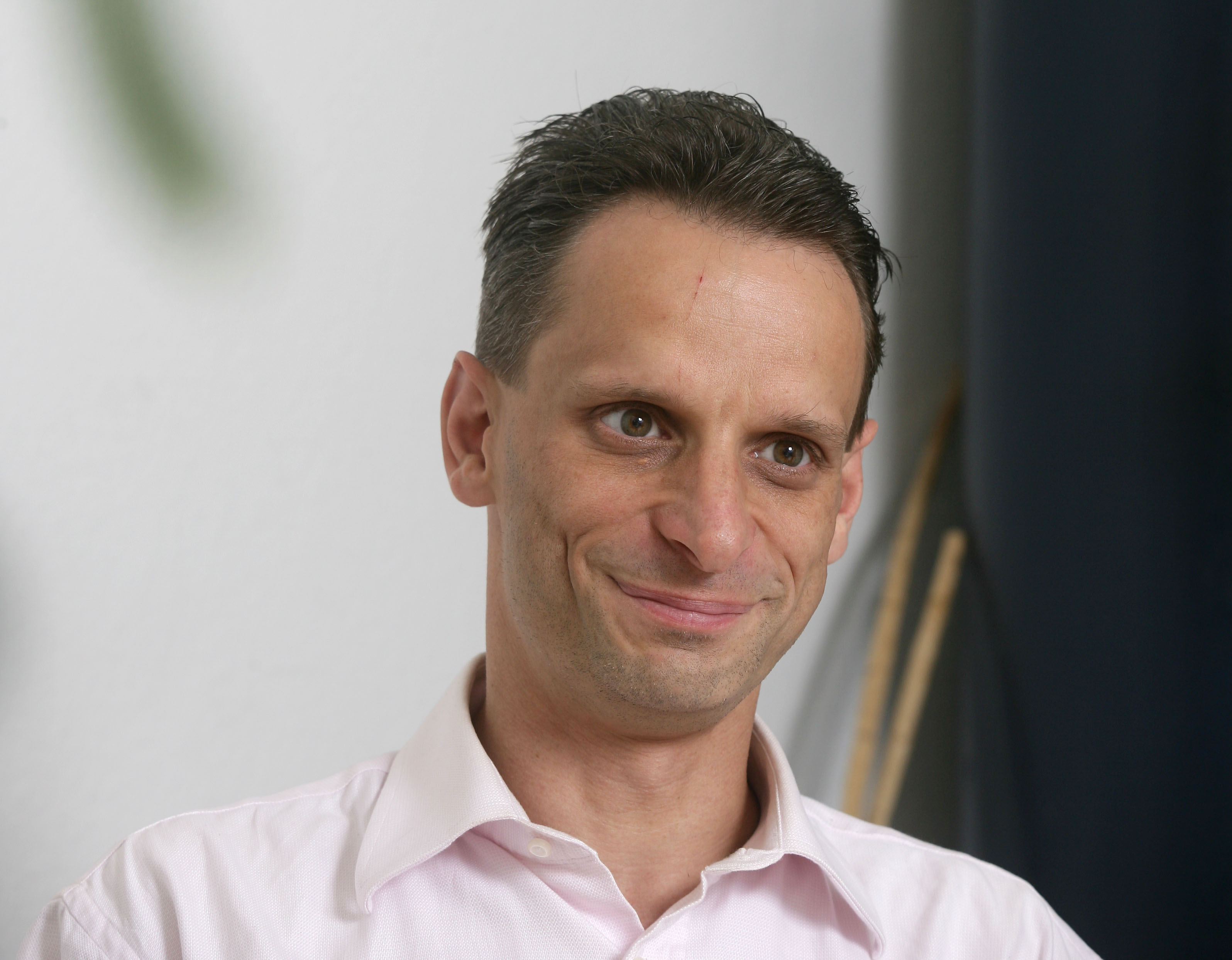
Mathias Binswanger (2008)

Der Wachstumszwang: Warum die Volkswirtschaft immer weiterwachsen muss, selbst wenn wir genug haben ist ein Buch des Schweizer Ökonomen Mathias Binswanger, das im Jahr 2019 im Wiley-VCH Verlag erschienen ist.

## Inhaltsübersicht
Binswanger argumentiert in dem Buch, dass mit dem Wirtschaftswachstum  über lange Zeit ein Heilsversprechen auf bessere Zukunft verbunden war, das sich großenteils auch bewahrheitet hat. Doch aus diesem Heilsversprechen wird in neuester Zeit zunehmend eine Zwangshandlung. Für eine steigende Zahl von Menschen in reichen Ländern ist mehr materieller Wohlstand kein glaubhaftes Versprechen mehr auf ein noch besseres zukünftiges Leben. Deshalb wird Wachstum kaum noch mit diesem Argument begründet. Stattdessen hören wir, dass ein Land wie Deutschland bei geringem oder ausbleibendem Wachstum gegenüber anderen Ländern zurückbleibt, als Wirtschaftsstandort unattraktiv wird, an Innovationskraft einbüßt oder Arbeitsplätze verliert. Doch wir müssen weiterwachsen, um wirtschaftlich erfolgreich zu bleiben, auch wenn wir gar nicht noch mehr materiellen Wohlstand wollen. Binswanger spricht deshalb von einem Wachstumszwang.
Das Buch von Mathias Binswanger zeigt auf, woher dieser Wachstumszwang genau kommt. Begründet ist er letztlich in der Tatsache, dass der Unternehmenssektor einer Wirtschaft längerfristig nur Gewinne machen kann, wenn auch ein Wachstum des BIP stattfindet. Und Gewinne sind wiederum notwendig, damit Unternehmen längerfristig überleben können. Es gibt nur die Alternativen: Wachsen oder Schrumpfen. Kaum wächst die Wirtschaft nicht mehr, beginnen Unternehmen vermehrt Verluste zu machen und es kommt zu Entlassungen, was wiederum bei anderen Anbietern zu Verlusten führt. Um eine solche Abwärtsspirale zu vermeiden, braucht es Wachstum. Der Wachstumszwang besteht also nicht darin, dass uns irgendwelche geldgierigen Kapitalisten mit der Peitsche zu immer mehr Produktion zwingen, sondern in der Vermeidung der sonst drohenden Abwärtsspirale.
Binswanger propagiert aber kein ungebremstes Wachstum, denn die dadurch verursachten massiven Probleme sind ihm sehr bewusst. Bei Aktiengesellschaften ist ein maßvolleres Wachstum aber kaum möglich, denn es geht darum, den Shareholder-Value so stark wie möglich zu steigern. Moderates Wachstum braucht deshalb alternative Unternehmensformen wie etwa Genossenschaften oder Stiftungen. Ganz ohne Wachstum wird es aber im heute bestehenden Wirtschaftssystem nicht gehen. Wachstum ist immanenter Bestandteil einer kapitalistischen Wirtschaft, wie sie sich seit der industriellen Revolution Ende des 18. Jahrhunderts herausgebildet hat.

## Rezeption
In der Frankfurter Allgemeinen Zeitung schreibt Jochen Zenthöfer, Binswanger habe mit Der Wachstumszwang eine Streitschrift vorgelegt, die fernab der üblichen Denkmuster liege und gerade deshalb so anregend zu lesen sei. Denn auch der Kapitalismus sei für Binswanger nicht sakrosankt.
Das Hauptanliegen des Autors bestehe offensichtlich darin, die Dynamik des Wirtschaftssystems in dem wir leben, offenzulegen, meint Bernd W. Müller-Hedrich in seiner Besprechung für rezensionen.ch.  Binswanger besteche auch in diesem Buch durch seine messerscharfen Analysen.
In der tageszeitung vergleicht Ulrike Herrmann den ungehemmt expandierenden Kapitalismus mit Tumoren, die wuchern, bis sie sich selbst und den Organismus zerstört haben. Binswanger beschreibe zwar anschaulich das Grundproblem, dass der Kapitalismus nur so lange stabil sei, wie er expandiere. Am Ende aber verlasse ihn der Mut: „Statt über ökonomische Alternativen nachzudenken, zitiert er lieber Prognosen, dass die Natur das ungebremste Wachstum noch bis ins Jahr 2100 aushalten würde. Dieser Optimismus wirkt etwas abwegig.“
In Ökologisches Wirtschaften kritisiert Oliver Richters, Binswanger unterscheide bei „Gewinne“ nicht klar den buchhalterischen vom ökonomischen Gewinn. Selbst wenn der ökonomische Gewinn auf null falle und keine Akkumulation mehr stattfinde (Nullgewinnbedingung), würden die Unternehmen dennoch Gewinne erzielen und diese ausschütten. Im Vergleich zur Wachstumsspirale seines Vaters Hans Christoph Binswanger, der noch von einem Mindestwachstum von 1,8 % geschrieben hatte, und einem früheren Artikel Binswangers, in dem die Mindestwachstumrate 0,45 % betrage, sei im überarbeiteten Modell des Buchs nur noch ein Mindestwachstum von 0 % nötig, und damit die Aussage des Wachstumszwangs abgeschwächt bzw. könne es keinen Wachstumszwang mehr begründen.
Georg Auernheimer rezensiert bei socialnet, das Buch sei „leicht verständlich“, lasse aber einen „unverstellten Blick auf die problematischen Folgen des Wachstumszwangs“ vermissen.
Stefan Lamprecht schreibt im Management Journal: „Wer Spaß daran hat, über wirtschaftliche Fragestellungen nachzudenken, wird an den rund 300 Seiten dieses Buches seine Freude haben. … Selbst wenn wir persönlich genug haben, muss unsere Wirtschaft weiter wachsen. Warum wir diesem Zwang nicht einfach entfliehen können, verrät dieses faszinierende theoretische Werk.“